# 賀飛
賀 飛（アドニス、ハー・フェイ、アドニス・ハー、1989年2月1日 - ）は、中華人民共和国出身の男性俳優・モデル。愛称は「賀小飛（ハー・シァオフェイー）」。

## 略歴
8歳で京劇を学び始め、15歳で全国の京劇界で最高の武道家となり、山東京劇コンクールで3位を獲得。
2014年にはコスチュームドラマ「トキメキ!弘文学院」が東方衞視で放送され、2015年6月には最初のテレビシリーズ「火線英雄」が放送された。 同年、スカッドの映画「ユートピア」(原題: 同流合烏) に全裸で出演し、2017年には同性愛の映画「三十儿立」に出演。

## 出演作品

### 映画
- ユートピア（中国語版）（2016年） - ヒンズ 役
- 三十儿立（2017年） - 楊可 役

### テレビドラマ
- 火線英雄 （2012年） - 程鵬 役
- トキメキ!弘文学院（中国語版）（2014年） - 学生 役
- 幻城 〜Ice Fantasy〜（中国語版）（2016年） - 流月 役

## 写真集
- 『裸觀自度』（2014年 藝行者）